# Fatuma Ali Saman
Fatuma Ali Saman (née en 1968) est une pédagogue kényane et militante pour les droits des femmes ainsi que membre du conseil d'administration indépendant des services de Police d'une Autorité de Surveillance du Kenya.

## Enfance
Fatuma Ali Saman est née à Mandera, dans le Nord du Kenya, en 1968. Elle a perdu son père lorsqu'elle était âgée de 11 ans[réf. nécessaire].

## L'éducation
Saman a fréquenté l'école St Brigid's School à Nairobi pendant la période post-indépendance, lorsque le système 7-4-2-3[Quoi ?] était en place. Elle est allée à l'école secondaire pour filles de Wajir en 1983 et est sortie en 1986 avec des notes qui lui ont permis d'être admise à l'université. Cependant, en 1987, elle a suivi une formation d'enseignante au collège Asumbi à Nyanza Sud, près de la région ouest du Kenya. Elle est ensuite allée à l'université, où elle a obtenu un diplôme en éducation, en religion et en histoire.

## Carrière en enseignement
Saman enseigne activement depuis 25 ans dans des établissements privés et publics. Son premier poste d'enseignante a été créé en 1989 à Mandera boystown (actuellement connu sous le nom de Mandera Islamic Centre) qui était une école publique. En 1993, elle est devenue directrice adjointe de Khadija Ummul-Muminun, une école primaire de filles appartenant au gouvernement. Plus tard, Fatuma a cofondé l'Académie musulmane de Nairobi, qui offre un enseignement primaire et secondaire. Elle reste conseillère à l'école.
En 2010, Saman a été nommée au sein du groupe de travail sur le gouvernement décentralisé. Elle a quitté l'enseignement en 2012, après avoir été nommée membre du conseil d'administration de l'IPOA pendant le gouvernement de coalition du Kenya.

## La lutte pour les droits des femmes
Saman a été une militante pour les droits et la représentation des femmes au Kenya. Elle a fait pression pour que les femmes occupent des postes de direction publics et privés et qu'elles soient incluses dans divers organes de prise de décision. Sa contribution se situe au niveau de la déclaration des droits et des chapitres sur la dévolution dans la constitution. L'introduction de la nouvelle constitution du Kenya, inaugurée en 2010, possède les deux parties importantes où Fatuma était membre du comité technique sur la déclaration des droits lors de la formulation de la Constitution, connue sous le nom de projet Bomas. Fatuma a plaidé pour la création de 47 postes de représentantes au Parlement du Kenya. Elle a été le fer de lance de la scolarisation des filles dans les écoles du nord du Kenya et a également lutté contre les mutilations génitales féminines, les MGF. L'objectif de la fondation de Nairobi Muslim, une école secondaire mixte pour filles à Nairobi au Kenya, était de fournir un environnement amical pour l'éducation des filles puisque la majorité d'entre elles étaient affectées par les mariages précoces. Par son travail auprès des femmes musulmanes, Saman a représenté le Kenya dans le cadre du programme international Visitors leadership aux États-Unis en 2005.

## Le service de la communauté
Saman a volontairement servi différentes organisations, qu'il s'agisse d'organisations communautaires ou d'organisations confessionnelles, en fournissant des services de conseil. Fatuma a servi le Conseil interreligieux du Kenya (IRCK) en tant que membre du comité exécutif pendant 10 ans. Sa carrière d'enseignante était motivée par la pénurie d'enseignants qui affectait la qualité et le niveau de l'éducation. Fatuma a enseigné dans différentes écoles et a contribué à augmenter le taux de scolarisation des orphelines grâce à des bourses d'études. Depuis 1995, Fatuma, par l'intermédiaire de Nairobi Islamic charitable Waqf, une organisation caritative qu'elle a cofondée, aide les femmes pauvres, veuves et divorcées des bidonvilles de Nairobi en leur offrant une formation et des possibilités d'emploi. Grâce à ses réseaux, Fatuma a aidé des jeunes filles brillantes mais dans le besoin à accéder à l'éducation par le biais de différents programmes de bourses d'études. Cela a permis à un certain nombre de filles d'étudier et d'aider leurs familles à leur tour.

## Des droits de l'homme et des réformes
Fatuma Ali Saman joue un rôle important dans la lutte pour la liberté et l'égalité au Kenya. L'une de ses plus grandes réalisations est l'apport de changements dans la police kényane, accusée de violation des droits de l'homme dans le passé. Grâce à son poste de membre du conseil d'administration de l'Independent policing and oversight authority, où Fatuma préside le comité d'inspection, de recherche et de surveillance, elle a été en mesure d'élaborer des recommandations pour améliorer le service.